# 黃大受
黃大受（16世紀—17世紀），字應偉，號集處，江西南昌府豐城縣城南人，明朝政治人物。

## 生平
黃大受是萬曆四十三年（1615年）乙卯科江西鄉試舉人，四十七年（1619年）己未科進士，都察院觀政，本年六月授大理寺評事，平反不少案件，又在盛夏時往返數千里到榆林輸餉，天啓二年（1622年）陞兵部車駕司主事，巡視皇城，清理豪強侵佔的土地，淘汰軍中老弱，整理戎政，不久因病去世。

## 家族
曾祖黄胜，赠徵仕郎。祖父黄现，县丞。父黄汝则。

## 引用
1. 1 2  同治《豐城縣志·卷十四·人物》：黃大受，字應偉，城南人，萬厯進士。初官大理評事，多所平反，輸餉榆林值溽暑，叱馭往返數千里，陞兵部車駕司主事，巡視皇城，清豪占內地，汰軍伍老弱，戎政整飭，尋遘疾卒。
2. ↑  同治《豐城縣志·卷八·選舉》：萬厯四十三年乙卯鄉試 解元王績燦……黃大受 詳進士
3. ↑  《萬曆四十七年己未科進士履歷》：黄大受，集处，易二房，乙未二月十一日生。丰城县人，乙卯八十二，会二百四十五，三甲十名。都察院政，本来六月授大理寺左評事，壬戌升兵部主事。